# Episodi di Stargate SG-1 (quinta stagione)
La quinta stagione della serie televisiva di fantascienza Stargate SG-1 è composta da 22 episodi e fu trasmessa per la prima volta negli Stati Uniti dal 29 giugno 2001 sulla rete televisiva Showtime; nel corso della stagione la serie fu trasmessa anche sulla rete inglese Sky One che trasmise l'ultimo episodio il 6 febbraio 2002.

Il cast stabile della quinta stagione è inalterato e comprende Richard Dean Anderson nella parte del colonnello dell'Aviazione Jack O'Neill, Michael Shanks nei panni del dottor Daniel Jackson, Amanda Tapping nel ruolo del maggiore Samantha Carter e Christopher Judge che interpreta l'alieno Teal'c. La squadra dell'SG-1 è comandata dal generale George Hammond, interpretato da Don S. Davis.
In Italia la serie è stata trasmessa dal canale satellitare Fox. In chiaro i primi otto episodi sono stati trasmessi in prima visione in chiaro da Rai 2 nell'estate 2004. I restanti 14 vennero trasmessi da Rai 3 solo nel gennaio 2008.
| nº | Titolo originale   | Titolo italiano     | Prima TV USA     | Prima TV Italia  |
| -- | ------------------ | ------------------- | ---------------- | ---------------- |
| 1  | Enemies            | Nemici              | 29 giugno 2001   | 8 dicembre 2003  |
| 2  | Threshold          | Il ritorno          | 6 luglio 2001    | 8 dicembre 2003  |
| 3  | Ascension          | Ascensione          | 13 luglio 2001   | 9 dicembre 2003  |
| 4  | The Fifth Man      | Il quinto uomo      | 20 luglio 2001   | 10 dicembre 2003 |
| 5  | Red Sky            | Cielo rosso         | 27 luglio 2001   | 11 dicembre 2003 |
| 6  | Rite of Passage    | Fuoco della mente   | 3 agosto 2001    | 12 dicembre 2003 |
| 7  | Beast Of Burden    | Bestia da soma      | 10 agosto 2001   | 15 dicembre 2003 |
| 8  | The Tomb           | La tomba            | 17 agosto 2001   | 16 dicembre 2003 |
| 9  | Between Two Fires  | Tra due fuochi      | 24 agosto 2001   | 17 dicembre 2003 |
| 10 | 2001               | 2001                | 31 agosto 2001   | 18 dicembre 2003 |
| 11 | Desperate Measures | Decisione disperata | 7 settembre 2001 | 19 dicembre 2003 |
| 12 | Wormhole X-Treme!  | Wormhole X-Treme    | 8 settembre 2001 | 22 dicembre 2003 |
| 13 | Proving Ground     | Terreno di prova    | 28 novembre 2001 | 23 dicembre 2003 |
| 14 | 48 Hours           | 48 ore              | 5 dicembre 2001  | 24 dicembre 2003 |
| 15 | Summit             | Summit              | 12 dicembre 2001 | 25 dicembre 2003 |
| 16 | Last Stand         | Fuga finale         | 9 gennaio 2002   | 26 dicembre 2003 |
| 17 | Fail Safe          | Limite di sicurezza | 12 dicembre 2001 | 29 dicembre 2003 |
| 18 | The Warrior        | Il guerriero        | 16 gennaio 2002  | 30 dicembre 2003 |
| 19 | Menace             | Minaccia            | 16 gennaio 1999  | 31 dicembre 2003 |
| 20 | The Sentinel       | La sentinella       | 23 gennaio 2002  | 1º gennaio 2004  |
| 21 | Meridian           | Meridiano           | 30 gennaio 2002  | 2 gennaio 2004   |
| 22 | Revelations        | Rivelazioni         | 6 febbraio 2002  | 2 gennaio 2004   |

## Nemici
- Titolo originale: Enemies
- Diretto da: Martin Wood
- Scritto da: Brad Wright, Robert C. Cooper, Joseph Mallozzi e Paul Mullie

### Trama
La squadra SG-1 si ritrova persa in un'altra galassia, con una nave danneggiata ed Apophis che minaccia 
di distruggerli. Teal'C, dopo essere stato sottoposto ad un trattamento di lavaggio del cervello, è nuovamente fedele ad Apophis. Nel frattempo i Replicatori assumono il controllo delle due navi. 

## Il ritorno
- Titolo originale: Threshold
- Diretto da: Peter DeLuise
- Scritto da: Brad Wright

### Trama
Con la sua mente alterata da Apophis, Teal'C deve sottoporsi ad un antico rituale per ritrovare se stesso o condurlo alla morte.

## Ascensione
- Titolo originale: Ascension
- Diretto da: Martin Wood
- Scritto da: Robert C. Cooper

### Trama
Orlin, un Asceso, assume forma umana per dichiarare a Carter il suo amore ma lei rifiuta e chiama una squadra di bonifica. Orlin scompare e Hammond pensando che Carter deliri le chiede di sottoporsi a una valutazione psicologica, quando Carter torna a casa Orlin si ripresenta e le chiede di condividere almeno per una volta la comunione spirituale delle sue emozioni.

## Il quinto uomo
- Titolo originale: The fifth man
- Diretto da: Peter DeLuise
- Scritto da: Joseph Mallozzi e Paul Mullie

### Trama
La squadra SG1 viene attaccata da un gruppo di Jaffa. Carter, Teal'c e Jackson riescono a passare lo Stargate, ma O'Neill e il tenente Tyler cadono vittime di un'imboscata e vengono perciò spinti oltre le linee nemiche. Ma chi è veramente il tenente Tyler?

## Cielo rosso
- Titolo originale: Red Sky
- Diretto da: Martin Wood
- Scritto da: Ron Wilkerson

### Trama
Il team SG-1 scopre che l'avere usato lo Stargate per raggiungere un nuovo mondo rischia di condurre alla distruzione di quello stesso mondo. Così chiedono aiuto agli Asgard per risolvere il problema, ma gli Asgard decidono di non intervenire, e anche la popolazione del pianeta si rifiuta di ascoltare i consigli dell'SG-1.

## Fuoco della mente
- Titolo originale: Rite of Passage
- Diretto da: Peter DeLuise
- Scritto da: Heather E. Ash

### Trama
Al suo 14º compleanno Cassandra inizia a dimostrare delle particolari doti che la fanno ammalare, ma che al tempo stesso conducono il team SG-1 sul suo pianeta natale (P8X-987) dove viene scoperto un oscuro segreto. 

## Bestia da soma
- Titolo originale: Beast of burden
- Diretto da: Martin Wood
- Scritto da: Peter DeLuise

### Trama
Il team SG-1 scopre una civiltà che sta utilizzando gli Unas come schiavi. Così i membri della squadra devono insegnare alla tribù di Chaka, un amico di Daniel, il concetto di insurrezione. 

## La tomba
- Titolo originale: The tomb
- Diretto da: Peter DeLuise
- Scritto da: Joseph Mallozzi e Paul Mullie

### Trama
Il team SG-1 deve collaborare di nuovo con l'unità russa, dopo che una loro squadra è scomparsa mentre stava ispezionando uno ziggurat alieno. 

## Tra due fuochi
- Titolo originale: Between two Fires
- Diretto da: William Gereghty
- Scritto da: Ron Wilkerson

### Trama
I Tollan offrono alla Terra nuove ed avanzate armi tecnologiche. Inizia una investigazione che porterà ad una scoperta sul mondo natale dei Tollan. 

## 2001
- Titolo originale: 2001
- Diretto da: Peter DeLuise
- Scritto da: Brad Wright

### Trama
I membri della squadra SG-1 incontrano un nuovo potenziale alleato nella loro guerra contro i Goa'uld, ma purtroppo non sono a conoscenza di tutti i segreti che gli Ashen nascondono. 

## Decisione disperata
- Titolo originale: Desperate Measures
- Diretto da: William Gereghty
- Scritto da: Joseph Mallozzi e Paul Mullie

### Trama
Carter viene rapita da un uomo malato e in punto di morte, il quale sta cercando un simbionte per salvarsi. Così O'Neill è costretto ad allearsi con un poco di buono allo scopo di ritrovare Sam.

## Wormhole X-Treme
- Titolo originale: Wormhole X-Treme!
- Diretto da: Peter DeLuise
- Scritto da: Brad Wright, Joseph Mallozzi e Paul Mullie

### Trama
Mentre una nave aliena si avvicina alla Terra, la squadra SG-1 ritrova un vecchio amico, il quale ha creato uno show televisivo ispirandosi alle vicende del programma Stargate.

## Terreno di prova
- Titolo originale: Proving Ground
- Diretto da: Andy Mikita
- Scritto da: Ron Wilkerson

### Trama
Mentre sta addestrando alcuni cadetti in una struttura segreta, il Colonnello O'Neill deve affrontare la possibilità di una incursione aliena nel Quartier Generale. Così l'uomo si vede costretto a coinvolgere i suoi allievi in una reale operazione di battaglia.

## 48 ore
- Titolo originale: 48 hours
- Diretto da: Peter F. Woeste
- Scritto da: Robert C. Cooper

### Trama
Un disastro allo Stargate blocca Teal'C durante il passaggio intrappolandolo nella rete degli anelli, così il gruppo deve recarsi in Russia per chiedere aiuto. 

## Summit
- Titolo originale: Summit
- Diretto da: Martin Wood
- Scritto da: Joseph Mallozzi e Paul Mullie

### Trama
I Tok'ra informano il commando stargate che i signori del sistema stanno organizzando un incontro al vertice e attuano un piano per distruggerli con una potente arma chimica facendo infiltrare Daniel Jackson al summit.
Intanto la SG-1 si reca su Revanna, la base dei Tok'ra.

## Fuga finale
- Titolo originale: Last Stand
- Diretto da: Martin Wood
- Scritto da: Robert C. Cooper

### Trama
Mentre su Revanna la base Tok'ra è sotto l'assedio di Zipacna, Daniel Jackson scopre che il Goa'uld Anubis è ancora vivo e che è lui il mandante di Osiris, così decide di non uccidere i signori del sistema per non spianare la strada ad Anubis. Tenta però di salvare Sarah.

## Limite di sicurezza
- Titolo originale: Fail Safe
- Diretto da: Andy Mikita
- Scritto da: Joseph Mallozzi e Paul Mullie

### Trama
La Terra è minacciata da un asteroide in rotta di collisione. La SG-1 viene mandata con una bomba al naquadah a fare saltare l'asteroide ma qualcosa va male, la navicella precipita sull'asteroide e l'asteroide precipita verso la Terra.

## Il guerriero
- Titolo originale: The Warrior
- Diretto da: Peter DeLuise
- Scritto da: Christopher Judge

### Trama
Un carismatico leader dei Jaffa sta cercando di fomentare la ribellione della sua gente contro i Goa'uld. Per questo chiede aiuto ed alleanza alla Terra. Così crea un nuovo pianeta natale dei Jaffa, grazie alle armi dei Signori del Sistema i cui eserciti sono stati sconfitti. 

## Minaccia
- Titolo originale: Menace
- Diretto da: Martin Wood
- Scritto da: James Tichenor

### Trama
La squadra SG-1 trova un mondo controllato dai Replicatori e una giovane ragazza che potrebbe conoscere il segreto per la salvezza degli Asgard.

## La sentinella
- Titolo originale: The Sentinel
- Diretto da: Peter DeLuise
- Scritto da: Ron Wilkerson

### Trama
Gli uomini della SG-1 trovano Latona, un mondo sotto assedio dalle forze di Svarog (uno dei Signori del Sistema). La squadra è costretta a collaborare con due criminali per evitare l'invasione.

## Meridiano
- Titolo originale: Meridian
- Diretto da: Will Waring
- Scritto da: Robert C. Cooper

### Trama
I Kelowniani (abitanti di una delle nazioni del pianeta Langara) rischiano l'estinzione, nel tentativo di costruire un'arma di distruzione di massa a base di naquadriah, una variante di naquadah molto più potente. Un incidente minaccia la vita di migliaia di persone e Daniel Jackson sacrifica la sua vita per salvarli, esponendosi ad una dose letale di radiazioni. In seguito verrà anche accusato da questi ultimi di avere sabotato la ricerca dell'arma.

## Rivelazioni
- Titolo originale: Revelations
- Diretto da: Martin Wood
- Scritto da: Joseph Mallozzi e Paul Mullie

### Trama
L'SG-1 riesce ad infiltrarsi nella nave madre di Anubis, il quale sta per sferrare un attacco ad un laboratorio sotterraneo degli Asgard.